# 風のクロマ
『風のクロマ』（かぜのクロマ）は、日本のロックバンド・レミオロメンが2008年10月29日にSPEEDSTAR RECORDS/浮雲レーベルから発売した4枚目のオリジナルアルバムである。

## 内容
前作『Flash and Gleam』から2年ぶり、オリジナルアルバムとしては前作『HORIZON』から約2年5ヶ月ぶりの作品。また、SPEEDSTAR RECORDSと浮雲レーベルから発売された最後の作品でもある。
初回限定盤と通常盤の2形態で発売され、初回限定盤には特典として今作のリード曲「翼」のミュージック・ビデオを収録したDVDが同梱された。
オリコンチャート初登場3位を獲得。3作連続でトップ3入りと月間チャート入りを果たし、日本レコード協会からゴールドディスク認定を受けている。
翌年のOORONG RECORDS移籍に伴い、次作『花鳥風月』の発売日に再発売された。

## 収録曲
| 全作詞: 藤巻亮太、全編曲: レミオロメン、小林武史。 |                           |           |           |                      |      |
| #                                                  | タイトル                  | 作詞      | 作曲      | ストリングスアレンジ | 時間 |
| 1.                                                 | 「翼」                    | 藤巻亮太  | 藤巻亮太  | 小林武史、四家卯大   | 5:43 |
| 2.                                                 | 「オーケストラ」          | 藤巻亮太  | 藤巻亮太  |                      | 4:45 |
| 3.                                                 | 「ランデブータンデム」    | 藤巻亮太  | 藤巻亮太  |                      | 4:39 |
| 4.                                                 | 「リズム」                | 藤巻亮太  | 前田啓介  | 小林武史、四家卯大   | 4:48 |
| 5.                                                 | 「透明」                  | 藤巻亮太  | 藤巻亮太  |                      | 6:12 |
| 6.                                                 | 「蛍」                    | 藤巻亮太  | 藤巻亮太  | 小林武史、四家卯大   | 5:00 |
| 7.                                                 | 「青春の光」              | 藤巻亮太  | 藤巻亮太  |                      | 4:08 |
| 8.                                                 | 「RUN」                   | 藤巻亮太  | 藤巻亮太  |                      | 5:13 |
| 9.                                                 | 「星取り」                | 藤巻亮太  | 藤巻亮太  |                      | 4:42 |
| 10.                                                | 「もっと遠くへ」          | 藤巻亮太  | 藤巻亮太  | 小林武史、四家卯大   | 5:21 |
| 11.                                                | 「Merry go round」        | 藤巻亮太  | 前田啓介  |                      | 5:26 |
| 12.                                                | 「茜空」                  | 藤巻亮太  | 藤巻亮太  | 小林武史、四家卯大   | 4:42 |
| 13.                                                | 「Wonderful & Beautiful」 | 藤巻亮太  | 藤巻亮太  |                      | 4:54 |
| 14.                                                | 「幸せのカタチ」          | 藤巻亮太  | 藤巻亮太  | 小林武史、山本拓夫   | 4:59 |
| 15.                                                | 「花火」                  | 藤巻亮太  | 藤巻亮太  |                      | 5:27 |
| 合計時間:                                          | 合計時間:                 | 合計時間: | 合計時間: | 75:59                |      |

### 解説
1. 翼
今作のリード曲。今作発売後にアニメ映画『劇場版MAJOR メジャー 友情の一球』の主題歌に起用された[4]。
2. オーケストラ
両A面からなるメジャー12thシングルの表題2曲目。
3. ランデブータンデム
4. リズム
メジャー11thシングルのカップリング曲。
5. 透明
6. 蛍
両A面からなるメジャー10thシングルの表題1曲目。
7. 青春の光
8. RUN
両A面からなるメジャー10thシングルの表題2曲目。
9. 星取り
10. もっと遠くへ
両A面からなるメジャー12thシングルの表題1曲目。
11. Merry go round
12. 茜空 
メジャー9thシングルの表題曲。
13. Wonderful & Beautiful
メジャー11thシングルの表題曲。
14. 幸せのカタチ
両A面からなるメジャー10thシングルのカップリング曲。
15. 花火

## 参加ミュージシャン
レミオロメン
- 藤巻亮太：Vocal & Guitar
- 神宮司治：Drums
- 前田啓介：Bass

サポートミュージシャン
- 小林武史：Keyboards (全曲)
- 四家卯大ストリングス：Strings (#4,6,10,12)
- 山本拓夫：Sax (#14)
- 西村浩二：Trumpet (#14)
- 広原正典：Trombone (#14)
- 安達練：Computer Programmed (全曲)

## タイアップ
- 東宝配給アニメ映画『劇場版MAJOR メジャー 友情の一球』主題歌 (#1)
- 日本コカ・コーラ『コカ・コーラオリンピック』CMソング (#2)
- 日本中央競馬会『CLUB KEIBA』CMソング (#4)
- 東宝配給映画『眉山』主題歌 (#6)
- リクルートホールディングス『フロムエー』CMソング (#8)
- フジテレビ系列スポーツ中継番組『2008年北京オリンピック』テーマソング (#10)
- 日本中央競馬会『CLUB KEIBA』CMソング (#12)
- 株式会社レコチョク『レコチョク』CMソング (#12)
- FM802『ACCESSキャンペーン』キャンペーンソング (#14)